# Quint Emili Pap
Quint Emili Pap (en llatí Quintus Aemilius Papus) va ser un magistrat romà que va viure al segle III aC. Formava part de la gens Emília, i era de la família dels Pap, d'origen patrici.
Va ser dues vegades cònsol, el 282 aC i el 278 aC, i després va ser censor el 275 aC. En els dos consolats i en la censura va tenir com a col·lega a Gai Fabrici Luscí.
El 282 aC va lluitar contra etruscs i bois que va derrotar i especialment els bois van patir tant severament que la Gàl·lia Cisalpina va romandre tranquil·la durant cinquanta anys. El 280 aC, mentre Pirros de l'Epir era a la rodalia de Roma, el govern de la república va enviar una ambaixada al rei encapçalada per Gai Fabrici Luscí, Marc Emili Pap, i un tercer ambaixador, per negociar l'intercanvi de presoners. Pirros va rebre amb grans honors als ambaixadors i els va oferir tota mena de regals amb la intenció de guanyar-los pel seu servei, però els romans van rebutjar tots els oferiments. La guerra es va reprendre el 279 aC.
El 278 aC Pap va ser elegit cònsol per segona vegada amb Fabrici. Un traïdor va oferir enverinar al rei epirota, però Quint Emili Pap i Gai Fabrici Luscí el van detenir i el van enviar a Pirros, i aquest fet va ser el pretext per obrir negociacions, ja que els romans volien recuperar ràpidament el territori i el control dels aliats i Pirros no podia arriscar una altra batalla amb els romans. Va enviar Cinees a Roma com ambaixador del rei i es va concertar una treva, i Pirros va sortir cap a Sicília, abandonant als seus aliats italians.
En la seva censura va combatre el luxe i va expulsar del senat Publi Corneli Rufí, l'antic cònsol, per raó de la seva riquesa.